# Rádio Clube de Mêda
A Rádio Clube da Mêda ou Mêda FM é uma estação emissora de radiodifusão local, emitindo em 96,6 MHz, com 500 W , cujo alvará foi atribuído à Rádio Clube de Meda, Lda., Lda. para o concelho de Mêda (Distrito da Guarda).

## História
Após um processo de concurso em 2000, a Rádio Clube de Meda, Lda. ficou titular, desde 1 de Março de 2001, da licença para o exercício da actividade de radiodifusão para cobertura local, na frequência 96,6 MHz.
Em 2011 a Rádio Clube da Mêda viu a sua licença renovada por mais 15 anos em 28 de Setembro, mas com a instauração de um um processo contraordenacional  por alterações efetuadas, em 4 de Abril de 2007, ao controlo do capital social da Rádio Clube de Meda, Lda., sem pronúncia prévia da Entidade Reguladora para a Comunicação Social. Do processo resultou a aplicação de uma admoestação em 2015.